# Scaligera Basket Verona 2023-2024
Questa voce raccoglie le informazioni riguardanti la Scaligera Basket Verona nelle competizioni ufficiali della stagione 2023-2024.

## Roster
Aggiornato al 5 ottobre 2023.
| Scaligera Basket Verona 2023-2024 | Scaligera Basket Verona 2023-2024 |
| Giocatori                         | Staff tecnico                     |
| --------------------------------- | --------------------------------- |

| N. | Naz.                                       | Ruolo | Nome                   | Anno | Alt.   | Peso   |  |
| -- | ------------------------------------------ | ----- | ---------------------- | ---- | ------ | ------ |  |
| 00 | Stati Uniti (bandiera)                     | AC    | Taylor Smith           | 1991 | 198 cm | 98 kg  |  |
| 0  | Italia (bandiera)                          | P     | Alessandro Cappelletti | 1995 | 186 cm | 82 kg  |  |
| 1  | Stati Uniti (bandiera) · Guyana (bandiera) | C     | Cyril Langevine        | 1998 | 203 cm | 102 kg |  |
| 5  | Stati Uniti (bandiera)                     | G     | Justin Simon           | 1996 | 196 cm | 98 kg  |  |
| 7  | Italia (bandiera)                          | A     | Alessandro Ferrari     | 2003 | 200 cm | 80 kg  |  |
| 10 | Italia (bandiera)                          | G     | Davide Casarin         | 2003 | 196 cm | 86 kg  |  |
| 11 | Stati Uniti (bandiera)                     | AG    | Xavier Johnson         | 1993 | 201 cm | 102 kg |  |
| 12 | Italia (bandiera)                          | G     | Giordano Bortolani     | 2000 | 193 cm | 85 kg  |  |
| 15 | Stati Uniti (bandiera)                     | AG    | Devin Davis            | 1995 | 198 cm | 103 kg |  |
| 20 | Italia (bandiera)                          | A     | Guido Rosselli (C)     | 1983 | 198 cm | 105 kg |  |
| 23 | Stati Uniti (bandiera)                     | G     | Karvel Anderson        | 1991 | 188 cm | 86 kg  |  |
| 27 | Italia (bandiera)                          | GA    | Liam Udom              | 2000 | 199 cm | 85 kg  |  |
| 42 | Stati Uniti (bandiera)                     | GA    | Jamarr Sanders         | 1988 | 193 cm | 95 kg  |  |

| Allenatore                                                                                     |
| - Alessandro Ramagli                                                                           |
| Assistente/i                                                                                   |
| - Andrea Bonacina - Stefano Gallea Legenda - (C) Capitano - (IN) Inattivo - Infortunato Roster |

### Staff tecnico
- Allenatore: Alessandro Ramagli
- Assistente: Andrea Bonacina
- Assistente: Stefano Gallea
- Preparatore atletico: Giacomo Braida

### Staff medico
- Staff medico: Paolo Cannas; Enrico Vittone
- Fisioterapisti: Davide Felis; Luca Valbusa
- Osteopata: Giampaolo Cau
- Podologo: Riccardo Cacciatori